# Quest for Quintana Roo
Quest for Quintana Roo è un videogioco di avventura dinamica pubblicato nel 1983 per ColecoVision e nel 1984 per Atari 2600, Atari 5200, Atari 8-bit e Commodore 64 dall'editrice Sunrise Software di Dallas. Il protagonista è l'esploratore Yucatan Sam che si introduce nei templi della divinità maya Quintana Roo (in realtà Quintana Roo è il nome di uno stato federato del Messico e di un patriota realmente esistito) in cerca di tesori.
Venne annunciato un seguito, Wrath of Quintana Roo, mai uscito.

## Modalità di gioco
Si inizia controllando Sam all'esterno del tempio, una piramide Maya mostrata con visuale fissa di profilo. Sam può camminare in orizzontale e scalare il tempio in diagonale salendo lungo i due lati. Si devono evitare alcuni serpenti velenosi e, quando la luna non è coperta da nuvole, dei raggi che partono dalla sommità del tempio e fanno cadere Sam, che può anche abbassarsi per schivarli. Ai lati dei cinque piani ci sono 10 ingressi al tempio. 
Quando si entra, dopo una schermata di intermezzo nella quale Sam scivola lungo una galleria inclinata, ci si ritrova in una delle numerose stanze del tempio. Più si entra a un piano alto, più saranno le stanze consecutive da attraversare, sempre collegate da scivoli, fino a ritornare nuovamente all'esterno alla base della piramide.
Dentro ciascuna stanza, molto simili tra loro, la visuale diventa inclinata e Sam può muoversi sul pavimento in tutte le direzioni. I nemici all'interno possono essere serpenti, ragni e mummie. Il contatto con ragni e serpenti (anche quelli all'esterno) causa l'avvelenamento e la perdita di una vita, a meno che si trovi e si raccolga un ciuffo di erbe curative entro un certo tempo. Inoltre bisogna sempre tornare all'esterno entro un tempo limitato per mancanza d'aria, indipendentemente dal numero di stanze da attraversare.
Dentro il tempio Sam può utilizzare vari oggetti, dopo averne selezionato e preso in mano uno con il relativo tasto; nell'altra mano regge sempre una fiaccola, che non ha effetti sul gioco. Gli oggetti in dotazione sono:
- pistola, per uccidere ragni e serpenti; ha colpi limitati, ma si ricaricano tornando fuori.
- boccette d'acido, da lanciare per uccidere mummie o aprire passaggi segreti; sono limitate e le ricariche vanno trovate nel tempio.
- scalpello, per aprire passaggi segreti.
- contatore Geiger, che segnala la vicinanza di un oggetto interessante nascosto.

Ogni stanza ha un vano nascosto dietro la parete, che contiene un oggetto e talvolta anche un nemico. Il vano è accessibile aprendo un passaggio segreto con l'acido o con lo scalpello; mentre l'acido basta lanciarlo genericamente sulla parete, con lo scalpello occorre trovare il punto esatto andando per tentativi. Gli oggetti nascosti possono essere tesori, che aumentano solo il punteggio, ricariche d'acido, oppure una delle cinque pietre da trasportare una alla volta per raggiungere l'obiettivo finale del gioco. Una delle stanze è infatti la sala cerimoniale, che contiene le nicchie in cui vanno inserite tutte le pietre per accedere al tesoro finale. Tuttavia ogni pietra va piazzata nella nicchia giusta, altrimenti la pietra scompare e riappare in un punto sconosciuto del tempio.
Una volta sistemate le cinque pietre si completa il livello e si passa a un'altra piramide, analoga alla precedente, ma con più stanze e più difficoltà. Al secondo e terzo livello si ottengono dei codici segreti per cominciare le partite direttamente da lì. La disposizione di nemici e oggetti è diversa a ogni partita.
Nella versione Atari 2600 mancano vari particolari, tra cui la fiaccola, la luna, la possibilità di abbassarsi, il contatore Geiger.